# Chirakuz
Chirakuz est un village d'Azerbaïdjan situé dans le raion de Khojavend. De 1993 à 2020, il était une communauté rurale de la région d'Hadrout, au Haut-Karabagh, sous le nom de Djrakus (en arménien : Ջրակուս). La population s'élevait à 233 habitants en 2005.

## Géographie
Le village est situé à 8 km au nord d'Hadrout.

## Histoire
Pendant la période soviétique, Djrakus faisait partie du district d'Hadrout au sein de l'oblast autonome du Haut-Karabagh.
En 1993, au cours de la première guerre du Haut-Karabakh, le village passe sous le contrôle des forces arméniennes, et devient une communauté rurale de la région d'Hadrout, au Haut-Karabagh
En octobre 2020, pendant la deuxième guerre du Haut-Karabakh, le président azerbaïdjanais Ilham Aliyev annonce que le village est sous contrôle de l'Azerbaïdjan.